# Olajzöld zacskósmadár
Az olajzöld zacskósmadár (Psarocolius atrovirens) a madarak osztályának verébalakúak (Passeriformes) rendjébe, azon belül a csirögefélék (Icteridae) családjába tartozó faj.
Magyar neve, forrással nincs megerősítve.

## Rendszerezése
A fajt Frédéric de Lafresnaye és Alcide d’Orbigny  írták le 1838-ban, a Cassicus nembe Cassicus atro-virens néven.

## Előfordulása
Dél-Amerikában, az Andok keleti lejtőin, Bolívia és Peru területén honos. A természetes élőhelye szubtrópusi és trópusi síkvidéki és hegyi esőerdők. Állandó, nem vonuló faj.

## Megjelenése
Testhossza 33-42 centiméter, testtömege 157-300 gramm.

## Életmódja
Ízeltlábúakkal táplálkozik, de kisebb gerinceseket, gyümölcsöket és nektárt is fogyaszt.